# Landelijk Platform Nieuwe Moslims
Het Landelijk Platform Nieuwe Moslims (LPNM) is een Nederlandse belangenorganisatie die zich inzet voor mensen die zich hebben bekeerd tot de islam.
Het platform dat werkt onder de leiding van Nourdeen Wildeman zet zich in voor de doelgroep van nieuwe moslims door het organiseren van activiteiten en het geven van informatie over het bekeren tot de islam. Het LPNM bestaat uit diverse werkgroepen die op provinciaal niveau activiteiten organiseren. Het LPNM organiseert verschillende jaarlijkse activiteiten zoals de Nationale Bekeerlingendag en de LPNM Ramadan-tour.
De naamgeving 'nieuwe' moslims impliceert dat deze moslims voorheen geen moslim waren; de islam gaat er echter van uit dat ieder mens vanaf de schepping van zijn ziel reeds moslim was.
De Blauwe moskee Amsterdam is een centrum voor de Nederlandse 'nieuwe moslims'. Wekelijks worden daar geloofsgetuigenissen afgenomen. Dat gebeurt meestal onder begeleiding van Nourdeen Wildeman of andere prominente moslims. De islamitische term voor bekering is Shahada hetgeen getuigen betekent.